# Badusa palauensis
Badusa palauensis är en måreväxtart som beskrevs av Theodoric Valeton. Badusa palauensis ingår i släktet Badusa och familjen måreväxter. Inga underarter finns listade i Catalogue of Life.